# Мончегорский музей цветного камня имени В. Н. Дава
Мончего́рский музе́й цветно́го ка́мня и́мени В. Н. Да́ва — минералогический музей, муниципальное некоммерческое учреждение в городе Мончегорск Мурманской области, Россия. Основан 31 марта 1971 года по инициативе советского геолога Владимира Николаевича Дава, в честь которого назван.

## История
В 1971 году музей был открыт при  Мончегорской лаборатории строительного камня Кольского филиала АН СССР. Когда в 1976 году лаборатория строительного камня переехала в город Апатиты, именно Владимир Николаевич Дав поддерживал функционирование музея, не давая ему закрыться. В 1983 году у Мончегорского музея появился небольшой филиал при Мурманском областном краеведческом музее. В январе 2000 года, когда музей отмечал свой 30-й юбилей, ему присвоили статус муниципального учреждения. С мая того же года музей стал называться именем своего основателя — Владимира Николаевича Дава. В 2007 году, накануне 70-летнего юбилея Мончегорска, музей переехал в новое помещение большей площадью на центральной улице города.

## Описание
Музей специализируется на цветных камнях, что отображено в его названии. В нём представлены образцы минералов как Кольского полуострова, так и всего бывшего Советского Союза и других стран. Особое место занимает коллекция разноцветных аметистовых щёток, добытых в Мурманской области. Именно они открывают экспозицию музея.
Мончегорский музей цветного камня расположен в восточной части города по адресу: улица Металлургов дом 46, на первом этаже жилого дома. Всего в его фонде находится более 3000 единиц хранения. Общая площадь музея — 540 м², разделена на три экспозиционных зала, зал для проведения временных выставок и конференц-зал. Среди самых примечательных коллекций — «Цветной камень Советского Союза» (около 2000 единиц) и «Минералогическая коллекция доктора геолого-минералогических наук профессора Чупилина Ивана Ильича». Среднее количество посетителей в год составляет 8662 человека.
Регулярно проводятся выездные выставки. Последняя крупная выставка «Каменный цветок» прошла в 1999 году в соседнем городе Апатиты. В качестве дополнительных услуг — лекторий и кинозал. В самом музее проходят выставки фотографий, картин и изделий из камня на различные темы. В октябре 2007 года при музее открылся художественный салон-магазин изделий из камня.